# Wielka Brytania na Zimowych Igrzyskach Paraolimpijskich 2006
Reprezentacja Wielkiej Brytanii na Zimowych Igrzyskach Paraolimpijskich 2006 liczyła 20 sportowców.

## Medale

### Złote medale
brak

### Srebrne medale
Curling
18 marca: Frank Duffy, Micahel McCreadie, Tom Killin, Angie Malone, Ken Dickson

### Brązowe medale
brak